# Lay Hoon Chan
Lay Hoon Chan (segle XX) és una consellera de finances originària de Singapur que treballa entre d'altres per a l'inversor i empresari Peter Lim i que va presidir el València Club de Futbol de 2014 a 2017.
Llicenciada en Economia per la Universitat Nacional de Singapur l'any 1985, Lay Hoon comença com a auditora empresarial a Anglaterra des d'on salta als consells de direcció de diverses empreses multinacionals del sector de la moda, automobilisme, alimentació i medicina. Amb una dilatada experiència en el món financer, ha actuat com a directora d'empreses que cotitzen en borsa a Singapur i Hong Kong. A més, des de desembre de 2013 és la presidenta executiva de Thomson Medical Pres. Ltd, un dels proveïdors de serveis mèdics privats més importants del sud-est asiàtic per a dones i infants.
L'octubre de 2014 Peter Lim va adquirir la majoria accionarial del València Club de Futbol raó per la qual Lay Hoon Chan va ser elegida presidenta executiva el mes de desembre de 2014 com una de les màximes persones de confiança del magnat asiàtic. Deixà el càrrec l'abril de 2017.